# Laguna Colorada, Balancán
Laguna Colorada är en ort i Mexiko.   Den ligger i kommunen Balancán och delstaten Tabasco, i den sydöstra delen av landet, 800 km öster om huvudstaden Mexico City. Laguna Colorada ligger 20 meter över havet och antalet invånare är 133.
Terrängen runt Laguna Colorada är mycket platt. Runt Laguna Colorada är det ganska glesbefolkat, med 24 invånare per kvadratkilometer. Närmaste större samhälle är Balancán de Domínguez, 8,8 km norr om Laguna Colorada. Omgivningarna runt Laguna Colorada är en mosaik av jordbruksmark och naturlig växtlighet.